# Postępowanie kognicyjne
Postępowanie kognicyjne (cognitio extra ordinem) – forma cywilnego postępowania sądowego w prawie rzymskim. Swoje początki ma już w pryncypacie, gdzie współistniał z procesem formułkowym (jako postępowanie nadzwyczajne); by w okresie dominatu stać się jedyną oficjalną formą postępowania cywilnego. Za Justyniana został zreformowany i w nowej formie przetrwał do końca istnienia Cesarstwa Rzymskiego w 1453.
Postępowanie kognicyjne różniło się w wielu istotnych sprawach od procesu formułkowego. Przede wszystkim postępowanie nie było już dwufazowe. Jego całość odbywała się przed jednym sędzią delegowanym, na wybór którego strony nie miały wpływu. Sędzia nie był już ograniczony przez formułki, a przez ustawy i kontrolę instancyjną. Mógł zredukować wymagania powoda, zasądzić go i rozstrzygnąć sprawę na korzyść nieobecnego.

## Struktura

### Wezwanie pozwanego
By rozpocząć postępowanie należało wezwać przed sąd pozwanego (in ius vocatio). Był to akt pisemny i półurzędowy. To znaczy, że powód osobiście pozywał drugą stronę, ale z upoważnienia sądu. W drodze ewolucji procesu kognicyjnego, wezwanie stało się aktem całkowicie urzędowym. Sędzia po wstępnym zbadaniu sprawy od razu odmawiał ochrony sądowej powoda, lub zarządzał doręczenie pisma przeciwnikowi. Doręczenia pozwu nie dokonywał już powód, a specjalny urzędnik sądowy (exsecutor). Pozwany musiał zagwarantować stawienie się w terminie przed sądem przysięgą lub osobą poręczyciela. W innym wypadku pozwany mógł nawet trafić na czas trwania sporu do więzienia sądowego.

### Rola litis contestatio
Zachował się akt litis contestatio, lecz miał znacznie mniej doniosłe znaczenie niż w procesie formułkowym. Ze względu na jednofazowość postępowania, nie kończył on już pierwszej fazy postępowania. Litis contestatio nie oznaczał także konsumpcji procesowej. To znaczy, że akt nie zamykał drogi do ponownego powództwa. Nowa rola tej czynności ograniczała się do oceny sędziego, co należy zasądzić w wyroku.

### Postępowanie dowodowe
Postępowaniem dowodowym kierował sędzia, który oceniał dowody przedstawione przez strony. Niektórzy historycy prawa mówią nawet o wprowadzeniu legalnej teorii dowodów, ponieważ sędziemu nie narzucano konkretnych instrukcji jak ma je oceniać. Bardzo upowszechnił się i stopniowo wysunął na pierwsze miejsce dowód z dokumentów. Dokumenty publiczne oraz te, co do których nastąpiło potwierdzenie ich autentyczności nie dopuszczały przeciwdowodów, a w szczególności z zeznań świadków. W odniesieniu zaś do zeznań świadków konstytucja Konstantyna Wielkiego, pozbawiła mocy dowodowej jednego świadka („Jeden świadek to żaden świadek”). Swoistym środkiem były także interrogationes in iure, czyli pytania zadawane przez sędziego stronom lub przez jedną ze stron drugiej. Na podstawie tych wszystkich środków dowodowych sędzia ogłaszał wyrok.

### Apelacja
W procesie kognicyjnym po raz pierwszy dopuszczono kontrolę wyroków poprzez apelację (appelatio). Mogła ją wnieść strona niezadowolona z wyroku. Apelację ustną należało wnieść w dniu wydania wyroku, pisemną zaś początkowo w ciągu 2 lub 3 dni; Justynian wprowadził jednolity termin 10-dniowy. Odrzucenie apelacji przez sąd, który wydał nieprawidłowy wyrok, można było zaskarżyć do sądu wyższego. Wniesienie apelacji zawieszało wykonanie wyroku. Przed sądem apelacyjnym toczyło się od nowa całe postępowanie. W nowym postępowaniu było możliwe przeprowadzenie dodatkowych dowodów oraz ugoda stron i cofnięcie apelacji. Jeżeli to nie nastąpiło, sąd apelacyjny wydawał wyrok. Początkowo nie było ograniczenia co do liczby możliwych apelacji. W okresie późniejszym pojawiło się ograniczenie do 2 apelacji w danej sprawie. Dość skutecznym ograniczeniem były wysokie koszty i kary nakładane na tych, którzy apelowali bezzasadnie.

### Egzekucja
Egzekucja w procesie kognicyjnym nie była prowadzona przez samego wierzyciela lecz organ państwowy, najczęściej exsecutora. Nie istniała już, znana w postępowaniu formułkowym, zasada kondemnacji pieniężnej. Zakres możliwości egzekucyjnych rozszerzono, a zasądzenie pozwanego na oddanie rzeczy spornej pociągało możliwość odebrania tej rzeczy przez egzekutora, w razie konieczności, przy użyciu siły. Stosowana w poprzednim typie procesu cywilnego egzekucja syngularna, stała się regułą. Egzekutor miał prawo zająć dłużnikowi tyle elementów majątkowych, ile potrzeba było żeby zaspokoić wierzycieli. Jeżeli ten środek nacisku nie wywarł skutku następowała sprzedaż zajętych rzeczy. Egzekucja osobista stosowana była z rzadka, jako środek ostateczny, najczęściej w stosunku do najuboższych warstw ludności.

## Proces reskryptowy
W okresie dominatu sędziowie coraz częściej trudne sprawy oddawali do rozstrzygnięcia wyższym instancjom, a nawet cesarzowi. Bogatsi mieszkańcy Rzymu często najpierw zwracali się do cesarza z opisem swojej sprawy i
z prośbą o rozstrzygnięcie. Władcy nie mogli mieć dokładnego wglądu na stany faktyczne wszystkich badanych spraw, toteż zajmowali się tylko prawną oceną nadsyłanych petycji i wydawali rozstrzygnięcia hipotetyczne, zastrzegając jednocześnie, że podany stan faktyczny odpowiada prawdzie. Powód, który otrzymał korzystny reskrypt cesarski mógł
okazać go pozwanemu. Jeżeli nie uzyskał dobrowolnego zaspokojenia pretensji to wytaczał proces reskryptowy, będący odmianą zwykłego postępowania kognicyjnego. Prowadzący go sędzia, związany był opinią prawną zawartą w reskrypcie, chyba że ustalony przezeń stan faktyczny nie pokrywał się z tym, jaki opisany był w suplikacji skierowanej do cesarza.